# Maya Harris
Pour les articles homonymes, voir Harris.
Maya Harris, née le 30 janvier 1967 à Champaign-Urbana (États-Unis), est une avocate, militante des politiques publiques et écrivaine américaine.
En 2015, Maya Harris fut l'un des trois principaux conseillers politiques de la campagne présidentielle 2016 d'Hillary Clinton. Elle est la sœur de Kamala Harris, la 49e et ancienne vice-présidente des États-Unis.
En tant que représentant de campagne d'Hillary Clinton au Comité de la plate-forme du Parti démocrate, Maya Harris a aidé à rédiger le programme de 2016, considéré comme le plus progressiste de l'histoire du Parti démocrate. Elle a été analyste politique et juridique pour MSNBC de 2017 à 2018 et elle a été présidente de campagne pour la campagne 2020 de sa sœur à la présidence jusqu'à la suspension de la campagne. Elle a été appelée « le prochain Bobby Kennedy » (en référence à Robert Kennedy). Harris était autrefois attachée au Center for American Progress et chercheuse invitée à la Harvard Law School.
De 2008 à 2013, Maya Harris a été vice-présidente pour la démocratie, les droits et la justice à la Fondation Ford. Avant de rejoindre la Fondation Ford, elle a été directrice exécutive de l'American Civil Liberties Union (ACLU) de Californie du Nord, la plus grande filiale de l'ACLU dans le pays,. Avant de rejoindre l'ACLU, l'ancienne doyenne de la faculté de droit Lincoln Law School de San Jose était associée senior (Senior Associate) chez PolicyLink.

## Biographie

### Enfance et éducation
Née à Champaign-Urbana, dans l’Illinois, Maya Lakshmi Harris grandit dans la région de la baie de San Francisco et à Montréal, au Québec. Elle est d'origine jamaïcaine et indienne. En tant que fille de Shyamala Gopalan Harris (1938–2009), chercheuse sur le cancer du sein qui a émigré de Madras, en Inde en 1960 ; et Donald Harris, professeur d'économie jamaïcain à l'université Stanford, maintenant émérite. Son grand-père maternel, PV Gopalan, était un fonctionnaire de carrière du gouvernement fédéral indien. Elle et sa sœur aînée, Kamala, ont été élevées dans un mélange de croyances baptistes et hindoues. Lorsqu’elle avait huit ans, sa sœur et elle ont persuadé le syndic de leur immeuble d'ouvrir une cour inutilisée pour permettre aux enfants d’y jouer. À 17 ans, elle a donné naissance à son unique enfant, Meena Harris. Elle a obtenu son baccalauréat ès arts de l' Université de Californie à Berkeley en 1989. Cette année-là, elle s'est inscrite à la Stanford Law School. À Stanford, elle a été rédactrice en chef de la Stanford Law Review et active avec le projet de droit communautaire d'East Palo Alto, en tant que co-coordinatrice de la clinique de violence domestique et coprésidente du comité directeur des étudiants,. Elle a obtenu son diplôme de Juris Doctor (JD) en 1992 « avec distinction ».

### Carrière

#### Carrière liée au droit
Après avoir obtenu son diplôme de JD de la Stanford Law School, Maya Harris est juriste pour le juge James Ware de la Cour de district des États-Unis dans le district nord de la Californie. En 1994, elle rejoint le cabinet d'avocats de San Francisco de Jackson Tufts Cole & Black, LLP, travaillant dans le contentieux civil et pénal.
Maya Harris est professeur de droit adjoint à la faculté de droit de l'université de San Francisco. Elle a également enseigné la discrimination fondée sur le sexe à l'École de droit Hastings de l'université de Californie et le droit des contrats au New College of California School of Law et a été doyenne de la Lincoln Law School de San Jose.
Elle fut ensuite nommée doyenne et chef de la direction de la Lincoln Law School de San Jose.
À 29 ans, elle était l'une des plus jeunes doyennes de faculté de droit aux États-Unis et la seule femme ayant des ancêtres noirs, à l'époque,.

#### Plaidoyers
Maya Harris a été associée principale chez PolicyLink, un institut national de recherche et d'action dédié à l'avancement de l'équité économique et sociale. À ce titre, elle a organisé des conférences sur les relations entre la police et la communauté et a plaidé pour une réforme de la police auteur de deux publications nationales.
Maya Harris a été directrice exécutive de l'Union américaine pour les libertés civiles (ACLU) au nord de la Californie. Elle a été la première Américaine jamaïcaine à diriger l'ACLU de Californie du Nord et la première directrice exécutive sud-asiatique d'une filiale de l'ACLU. Dans son rôle de chef du plus grand bureau affilié de l'ACLU, Maya Harris a dirigé et coordonné les litiges, les relations avec les médias, le lobbying et le travail d'organisation à la base. Elle a auparavant occupé le poste de directrice du projet de justice raciale de la filiale, établissant des priorités, notamment l'élimination des disparités raciales dans le système de justice pénale et la réalisation de l'équité éducative dans les écoles publiques de Californie.
En 2003, Maya Harris est la directrice de la Californie du Nord pour « No on 54 », la campagne réussie pour vaincre la proposition 54 (en), qui cherchait à interdire aux agences d'État de collecter des données raciales et ethniques.
En 2006, elle est l'avocate principale dans la Ligue des électrices de Californie c. McPherson, une affaire qui a rétabli le droit de vote pour plus de 100 000 Californiens dans les prisons du comté en probation à la suite de condamnations pour crime.

### Philanthropie
En 2008, Maya Harris est nommée vice-présidente pour la démocratie, les droits et la justice à la Fondation Ford. Le programme est axé sur la promotion d'une gouvernance efficace, l'augmentation de la participation démocratique et la protection et la promotion des droits de l'homme dans le monde entier. Dans ce contexte, elle dirige une équipe mondiale et octroie des subventions de plus de 150 millions de dollars par an.

### Vie privée

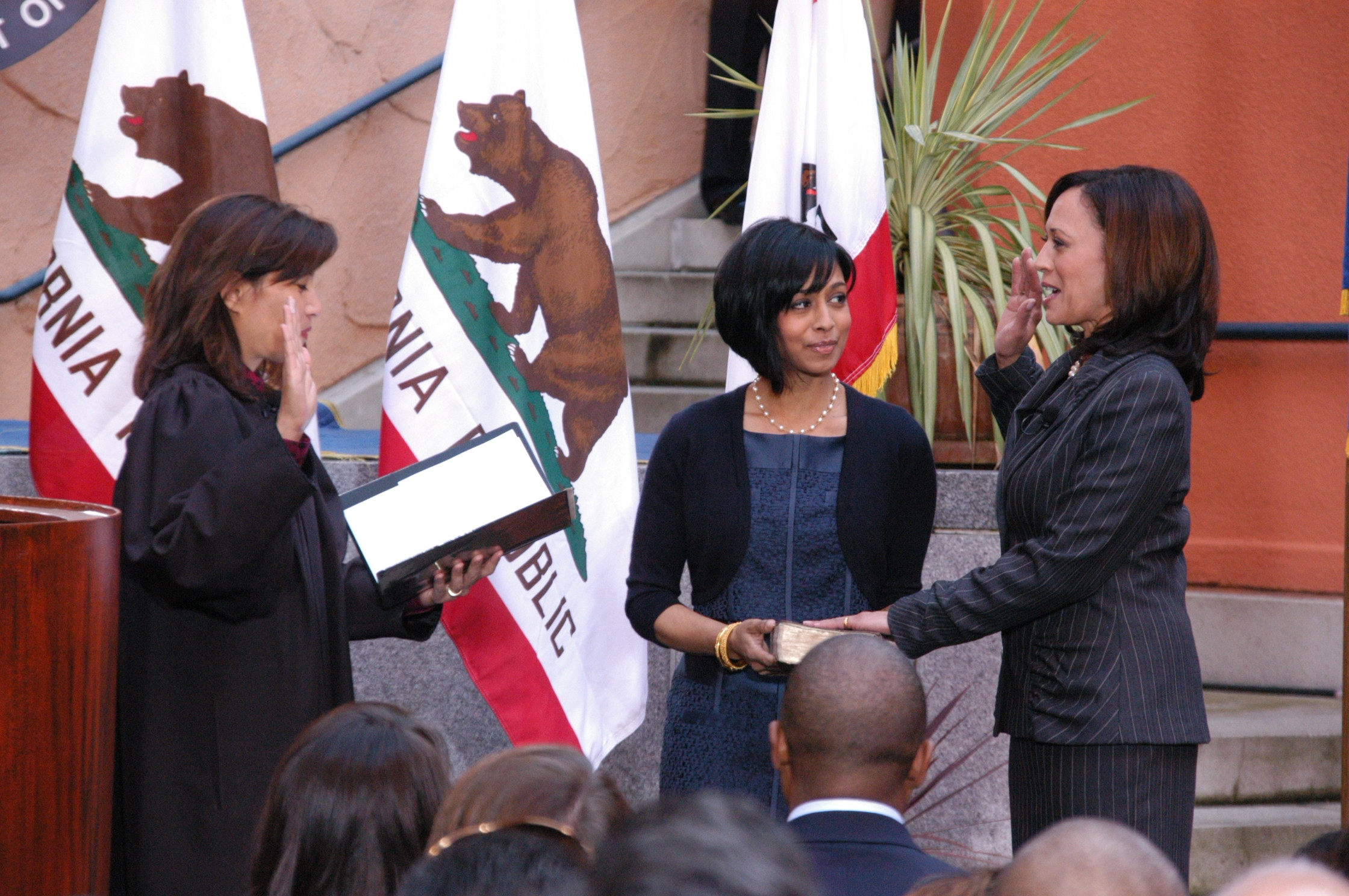
Tani Cantil-Sakauye (gauche), Maya (centre) et sa sœur Kamala Harris (droite).

Maya Harris se marie avec Tony West (en) en juillet 1998. Ils se sont rencontrés en 1992 à l'école de droit de Stanford, où ils sont devenus amis, mais ils n'ont commencé une relation qu'après l'obtention de leur diplôme. Sa fille, Meena Harris, est diplômée de Stanford en 2006 et de l'école de droit de Harvard en 2012. Sa sœur, Kamala Harris, est la vice-présidente des États-Unis depuis janvier 2021, sous la présidence de Joe Biden,.

## Publications
- (en) Community-Centered Policing: A Force for Change, PolicyLink, 2001 (lire en ligne [PDF])
- (en) Organized for Change: The Activist's Guide to Police Reform, PolicyLink, 2004 (lire en ligne [PDF])
- (en) The Covenant with Black America, 2006
- (en) Making Every Vote Count: Reforming Felony Disenfranchisement Policies and Practices in California, American Civil Liberties Union of Northern California, 2008 (lire en ligne [PDF])
- (en) « The Gender Wage Gap: A Civil Rights Issue for Our Time », dans The Shriver Report: A Woman's Nation Pushes Back from the Brink, 2014

## Prix et distinctions
En 1997, la division des jeunes avocats de l'Association nationale du barreau lui décerne le prix Junius W. Williams du jeune avocat de l'année. L'année suivante, elle est nommée parmi les vingt meilleurs avocats de moins de quarante ans du San Francisco Daily Journal.
En 2006, Harris est nommée l'une des dix notables Désis de l'année.
Elle reçoit le prix Women Who Dare (« femmes qui osent ») de Girls, Inc. en 2008.
En 2009, Harris est nommée dans la première promotion de The Root 100, célébrant « le leadership, le service et l'excellence des hommes et des femmes afro-américains dont la passion, le dévouement et le travail novateur les ont distingués ».
Elle reçoit le prix Champion of Justice d’Equal Rights Advocates (« avocats pour l'égalité des droits ») en 2014, un prix décerné chaque année à un héros du mouvement pour l'égalité des sexes.